# Kwartairgeologie
Kwartairgeologie is een aardwetenschap en bestudeert (samen met de fysische geografie en geomorfologie) de jongste geschiedenis van de Aarde, waarin de bodem, water, zand, veen, klei, ijstijden en rivieren aan bod komen.
In Nederland wordt Kwartairgeologie verspreid aan diverse universiteiten onderwezen. Er zijn ook professionele en amateurverenigingen op dit gebied in Nederland werkzaam. Internationaal zijn kwartairgeologen georganiseerd in de INQUA.